# Almklausi
Almklausi (de son nom civil Klaus Meier), né le 5 avril 1969 né à Mössingen est un chanteur allemand.

## Biographie
Klaus Meier est disc-jockey à la fin des années 1980. En 2002, il sort son premier single Hey kleines Luder qui reprend la mélodie de Hey, Pippi Langstrumpf. Depuis lors, ses enregistrements sont régulièrement dans des compilations de partyschlager tels que les Ballermann Hits et chante en Allemagne, en Autriche, en Suisse, en Bulgarie et à Majorque.
En juin 2007, il parvient pour la première fois sous le nom de Schwaben König avec Ein Stern (... der über Stuttgart steht), une version réécrite du titre de DJ Ötzi, pour être un hymne du VfB Stuttgart. Un an plus tard paraît Lo lo los gehts!, à l'occasion du Championnat d'Europe de football 2008, qui atteint la 73e place du classement allemand. Le refrain se base sur Seven Nation Army de The White Stripes, mélodie fréquemment chantée par les supporters à l'occasion d'évènements sportifs.
Fin 2009, il enregistre avec le chanteur pop Markus Becker une nouvelle version de 10 Meter geh’n de Chris Boettcher.
En 2016, 2017 et 2018, il est récompensé d'un Ballermann-Award.

## Discographie
Album
- Die besten Almklausi Hits - Für jede Schlager Mallorca Oktoberfest Après Ski Karneval und Discofox Party! (2015)

Singles
- Hey kleines Luder (Die LuderZ feat. DJ Almklausi, 2002)
- Deine Schwester ist ein richtig geiles Luder (2006)
- Ich vermiss' dich (wie die Hölle) (2007)
- Ein Stern (... der über Stuttgart steht) (sous le nom de Schwabenkönig, 2007)
- Die Pure Lust am Leben (2008)
- Lo lo los gehts! (2008)
- Ich fang nie mehr was mit einem Luder an (2009)
- 10 Meter geh’n (Markus Becker & Almklausi, 2010)
- Eine Insel dort im Süden (2010)
- Eine Hütte in den Bergen (2010)
- Wer nicht hüpft der kann nicht feiern (Hüpfsong) (2010)
- Hoch die Tassen – Almklausi feat. Tobee (2010)
- Ramalamadingdong (2010)
- Deine Schwester ist ein richtig geiles Luder 2011 (2011)
- Du bist meine Nr. 1 (2011)
- Die längste Nacht der Welt (2011)
- Himbeereis zum Frühstück (2012)
- Duette – Almklausi & Sissi (2012)
- Idiot – Almklausi & Sissi (2012)
- Goodbye My Love, Goodbye (2012)
- Was müssen das für Bäume sein (Elefantensong) (2013)
- Kojotensong (2013)
- Wir chillen beim Grillen (2013)
- Tulpen aus Amsterdam (2013)
- Schwarze Natascha (2013)
- Ole Ole Ola (Mallorca Version) (2014)
- Ole Ole Ola (Fußball Version) (2014)
- Keine wird es wagen (Oh sexy Susanna) (2014)
- Maulwurfsong (2014)
- Malle ist unser Leben (2015)
- Du bist die Eine (2015)
- Es ist geil ein Arschloch zu sein – Die Fürstin feat. Almklausi (2016)
- Sie lag am Strand (2016)
- Party (Everybody) – Almklausi feat. Chris Turner (2016)
- Scheiß auf Morgen (Mallorca-Song 2017) (2017)
- Montag du Arschloch (2017)
- Pokahontas (2017)
- Mama Lauda (2018)

## Source de la traduction
- (de) Cet article est partiellement ou en totalité issu de l’article de Wikipédia en allemand intitulé « Almklausi » (voir la liste des auteurs).